# Tom Miller (football)
Pour les articles homonymes, voir Tom Miller et Miller.
Tom Miller, né le 30 juin 1890 à Motherwell (Écosse), était un footballeur écossais, qui évoluait au poste d'attaquant à Liverpool et en équipe d'Écosse. 
Miller a marqué deux buts lors de ses trois sélections avec l'équipe d'Écosse entre 1920 et 1921.

## Carrière
- 1912-1920 : Liverpool
- 1920-1921 : Manchester United
- 1921-? : Heart of Midlothian

## Palmarès

### En équipe nationale
- 3 sélections et 2 buts avec l'équipe d'Écosse entre 1920 et 1921.

### Avec Liverpool
- Finaliste de la Coupe d'Angleterre de football en 1914.